# Distrito de Tarapoto

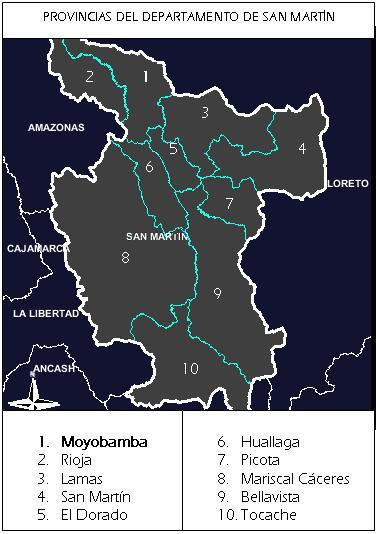
División política del Departamento de San Martín.

El distrito de Tarapoto es uno de los catorce que conforman la provincia de San Martín en el departamento de San Martín en el Norte del Perú.
Desde el punto de vista jerárquico de la Iglesia católica forma parte de la Prelatura de Moyobamba, sufragánea de la Metropolitana de Trujillo y encomendada por la Santa Sede a la Archidiócesis de Toledo en España.

## Geografía
La ciudad de Moyobamba es la capital del Departamento de San Martín no Tarapoto  según el censo del 2005 cuenta con una población de 101 000 habitantes, ya que la ciudad está conformado por tres distritos (conurbación): Tarapoto, Banda de Shilcayo y Morales. Por su ubicación geográfica, a 333 m s.n.m. es punto importante de comercio a nivel regional y nacional.

## Comunicaciones
Cuenta con un aeropuerto que recibe a líneas aéreas desde Lima, Iquitos y Pucallpa, con vuelos diarios, siendo el tercer aeropuerto en importancia por su flujo de carga y de pasajeros.

## Autoridades

### Municipales
- 2019 - 2022[3]
  - Alcalde: Tedy Del Águila Gronerth, de Acción Popular.
  - Regidores:

  1. Henry Maldonado Flores (Acción Popular)
  2. Blanca Díaz Vela (Acción Popular)
  3. Luis Antonio Ramírez Flores (Acción Popular)
  4. Pamela Ingrid Córdova Velarde (Acción Popular)
  5. Luis Alberto Villacorta Salas (Acción Popular)
  6. Javier Pascual Pinchi Vásquez (Acción Popular)
  7. Álvaro Ramírez Fasanando (Acción Popular)
  8. Américo Arévalo Ramírez (Alianza para el Progreso)
  9. Arbel Dávila Rivera (Alianza para el Progreso)
  10. Liz Del Águila Beteta de Paredes (Alianza para el Progreso)
  11. Leonardo Hidalgo Vigil (Nueva Amazonía)

## Turismo
Tarapoto ofrece una variedad de hoteles y hostales en la ciudad y en sus alrededores para el turista y el negociante. Disfruta de los hermosos paisajes, de la flora, de la fauna, cataratas y del turismo de aventura (canotaje, white water rafting, expediciones y caminatas). En la ciudad de las palmeras podrá degustar una variedad de comidas típicas y tragos exóticos.
Tabaloso es uno de sus distritos más visitados por extranjeros.